# 阿拉什自治国
阿拉什自治国（哈萨克语: ‎，الاش اۆتونومياسى）是一个存在于1917年12月13日至1920年8月26日之间的国家，其领土范围大致是在今天的哈萨克斯坦境内，首都为塞米伊（当时称阿拉什卡拉）。
哈萨克人建立的第一個共和國阿拉什自治国于1917年12月宣布独立。阿拉什自治国政府称为阿拉什斡耳朵（Правительство Алаш-Орды），是亲白俄的反共哈萨克人政府。1919年，鉴于白军一路败北，阿拉什自治国遂开始与布尔什维克举行谈判。1919–1920年，布尔什维克的红军在这一地区击败了白军，自此布尔什维克占领哈萨克。1920年8月26日，苏维埃政府強行解散阿拉什自治国，在當地成立了吉尔吉斯苏维埃社会主义自治共和国，5年后定国名哈萨克自治社会主义共和国。1936年后又升格为哈萨克苏维埃社会主义共和国，由苏联中央直辖。